# Polonia Restituta (film)
Polonia Restituta – polski film historyczny w reżyserii Bohdana Poręby.
Produkcja składa się z dwóch części. Oprócz wersji pełnometrażowej powstał też siedmioodcinkowy serial telewizyjny o takim samym tytule. O ile wersja kinowa miała premierę przed wprowadzeniem w Polsce stanu wojennego (1981–1983), to serial telewizyjny miał premierę dwa miesiące po jego zniesieniu. Konsultantem przy produkcji był Ryszard Frelek.
Film został przedstawiony w Telewizji Polskiej na początku grudnia 1981 roku.
Film przedstawia wydarzenia związane z odzyskaniem przez Polskę niepodległości w 1918 roku. Występują w nim zarówno postacie historyczne, jak i fikcyjna rodzina Pawlaków.

## Obsada
- Janusz Zakrzeński − Józef Piłsudski
- Eugeniusz Kujawski − Edward Rydz-Śmigły
- Zbigniew Józefowicz − Ignacy Daszyński
- Zdzisław Mrożewski − Arthur Balfour
- Edmund Fetting − David Lloyd George
- Andro Kobaładze − Józef Stalin
- Emil Karewicz − Edward House
- Józef Pieracki − Georges Clemenceau
- Jerzy Kaliszewski − Thomas Woodrow Wilson
- Józef Fryźlewicz − Roman Dmowski
- Krzysztof Chamiec − Ignacy Paderewski
- Ignacy Gogolewski − Stefan Żeromski
- Wiesław Gołas − Józef Dowbor-Muśnicki
- Jan Bógdoł − Józef Grzegorzek
- Henryk Giżycki − Stanisław Wiza
- Andrzej Precigs − Tadeusz Pawlak
- Zygmunt Malanowicz − Franek Pawlak
- Laura Łącz − żona Franka
- Alicja Sobieraj − kobieta czytająca wiersz na weselu Franka
- Eugeniusz Wałaszek − sekretarz Arystydesa Brianda, premiera Francji
- Jerzy Moes − porucznik Zamorski, adiutant pierwszego pułku
- Marian Rułka − członek Naczelnej Rady Ludowej w Poznaniu
- Remigiusz Rogacki − członek Naczelnej Rady Ludowej w Poznaniu
- Ryszard Dembiński − minister rządu na posiedzeniu Sejmu Ustawodawczego
- Adam Kwiatkowski − członek kierownictwa powstania na Górnym Śląsku
- Gabriel Nehrebecki − legionista
- Stanisław Niwiński − Erazm Piltz
- Tomasz Zaliwski − poseł Maciej Rataj
- Włodzimierz Adamski − legionista
- Michał Szewczyk − członek delegacji I brygady u Piłsudskiego
- Arkadiusz Bazak − pułkownik Harry Kessler